# Aita Medie
Aita Medie (węg. Középajta) – wieś w Rumunii, w okręgu Covasna, w gminie Aita Mare. W 2011 roku liczyła 775 mieszkańców.